# Список прем'єр-міністрів Таїланду
У статті подано список осіб, які обіймали пост глави уряду Таїланду. 

## Список
- 27 червня 1932 — 20 червня 1933 — Маконакон Ніхітада
- 22 червня 1933 — грудня 1938 — Пахон Понпаюхсена
- 10 грудня 1938 — 26 липня 1944 — Плек Пібунсонграм
- 1 серпня 1944 — 31 серпня 1945 — Ковіт Анайвонг
- 31 серпня — 16 вересня 1945 — Таві Буньякет
- 17 вересня 1945 — 31 січня 1946 — Сені Прамот
- 31 січня — березня 1946 — Ковіт Анайвонг (2 — ий раз)
- 24 березня — 23 серпня 1946 — Пріді Паноміонг
- 23 серпня 1946 — 8 листопада 1947 — Дамранг Нава Сават
- 11 листопада 1947 — 6 квітня 1948 — Ковіт Анайвонг (3 — ий раз)
- 8 квітня 1948 — 16 вересня 1957 — Плек Пібунсонграм (2 — ий раз)
- 28 вересня — 31 грудня 1957 — Пот Сарасін
- 9 січня — 20 жовтня 1958 — Танам Кіттікагон
- 9 лютого 1959 — 8 грудня 1963 — Саріт Танарат
- 10 грудня 1963 — 14 жовтня 1973 — Таном Кіттікагон (2 — ий раз)
- 14 жовтня 1973—1975 — Санья Таммасак
- 1975 — Сені Прамот — (2 — ий раз)
- 1975 — 14 квітня 1976 — Кикріт Прамот
- 1976 — Сені Прамот (3 — ий раз)
- жовтня 1976 — 20 жовтня 1977 — Танін Краївіч'єн
- 10 листопада 1977 — 3 березня 1980 — Кріангсак Чамапанд
- 3 березня 1980 — 4 серпня 1988 — Прем Тінсуланон
- 4 серпня 1988 — 23 лютого 1991 — Чатчай Чунхаван
- 7 березня 1991 — березня 1992 — Анан Паньярачун
- 7 квітня — травня 1992 — Сучінда Крапраюн
- 24 травня — 10 червня 1992 — Мечай Ругунам
- 10 червня — вересня 1992 — Анан Паньярачун (2 — ий раз)
- 23 вересня 1992—1995 — Чуан Лікпай
- 1995—1996 — Банхар Сілкаарга
- 1 грудня 1996 — листопада 1997 — Чаваліт Йонгчают
- 9 листопада 1997 — лютого 2001 — Чуан Лікпай (2 — ий раз)
- лютого 2001 — 20 вересня 2006 — Таксин Чинават
- 20 вересня — 1 жовтня 2006 — Сонні Буньяраткрін
- 1 — жовтня 2006 — Сурают Чілакот
- вересня 2006 — 9 вересня 2008 — Санак Сундарават
- 9 вересня — грудня 2008 — Самхай Вонсават
- грудня 2008 — серпня 2011 — Апхісіт Ветчачива
- 5 серпня 2011 — 7 травня 2014 — Їнглак Чинават
- 7 -22 травня 2014 — Ніватгамронг Бунсонгпайсам
- 22 травня 2014 — 22 серпня 2023 — Прают Чан-Оча
- 22 серпня 2023 — 14 серпня 2024 — Сретта Тавісин
- 14-16 серпня 2024 — Пхумтам Вечаячай
- 16 серпня 2024 — нині — Пхетхонтхан Чинават